# Wetthof
Wetthof ist ein Gemeindeteil des Marktes Nordhalben im Landkreis Kronach (Oberfranken, Bayern).

## Geographie
Der Weiler liegt auf einem Bergrücken, der in Richtung Westen ins Ködeltal mit der Mauthaustalsperre abfällt bzw. in Richtung Osten ins Rodachtal abfällt. Die Staatsstraße 2207 führt nach Ködelberg (1,3 km südlich) bzw. nach Stengelshof (1,3 km nördlich).

## Geschichte
Wetthof gehörte zur Realgemeinde Nordhalben. Gegen Ende des 18. Jahrhunderts bestand der Ort aus zwei Anwesen. Das Hochgericht übte das bambergische Centamt Nordhalben aus. Die zwei Ganzhöfe waren freieigen und unterstanden keinem Grundherrn.
Mit dem Gemeindeedikt wurde Wetthof dem 1808 gebildeten Steuerdistrikt Nordhalben und der 1818 gebildeten Munizipalgemeinde Nordhalben zugewiesen.

### Baudenkmal
- Marienkapelle

### Einwohnerentwicklung
| Jahr      | 001818 | 001861 | 001871 | 001885 | 001900 | 001925 | 001950 | 001961 | 001970 | 001987 |
| Einwohner | *      | 14     | 16     | 11     | 17     | 15     | 20     | 12     | 14     | 13     |
| Häuser    | *      |        |        | 2      | 2      | 2      | 3      | 3      |        | 3      |
| Quelle    | [ 5 ]  | [ 7 ]  | [ 8 ]  | [ 9 ]  | [ 10 ] | [ 11 ] | [ 12 ] | [ 13 ] | [ 14 ] | [ 1 ]  |

## Religion
Der Ort ist römisch-katholisch geprägt und nach St. Bartholomäus (Nordhalben) gepfarrt.